# 統合失調型パーソナリティ障害
統合失調型パーソナリティ障害（とうごうしっちょうがたパーソナリティしょうがい、英語: Schizotypal personality disorder）とは、行動や話し方、感情表現に奇妙さがあり、妄想様の知覚や、被害妄想的な疑い深さを持ち、人とかかわろうという動機がないことを特徴とするパーソナリティ障害である。失調型パーソナリティ障害、スキゾタイパルパーソナリティ障害とも呼ばれる。統合失調症ほどの明確な妄想や幻覚はなく、人生の早期から特徴がみられ、2010年代ではアスペルガー障害と診断されることも多い。
ICD-10ではF21統合失調型障害の中に分類されるが、「一般的使用は勧められない」とされている。

## 特徴
精神医学的障害の一種である。
現実の事よりも非現実的な話題を好み、奇異な思考や行動が生活を支配している。周囲の眼には風変わりに映る事もある。親密な関係のなかでは気楽になれず、対人関係を苦手とする。
他のパーソナリティ障害よりも遺伝的要素が強く、統合失調症に近い遺伝子要因を持ちながら何らかの素因によってそれが発症していない状態であると一般に考えられている。全人口あたりの割合は約3%である。

## 診断基準

### DSM
基準Bは、統合失調症あるいは精神病性の障害、または発達障害の経過中のものではない。精神病性の障害の以前からこの特徴があり、また寛解後にも症状がある必要がある。
認知と知覚的な歪曲は、その人の文化を基準として評価される必要があり、特に宗教的な儀式については外部の者からは奇異に見えてしまうためである。統合失調症のような、幻覚や妄想はなく明らかな精神病性はない。感情的にはいくらか鈍化している。
自分だけになることを好み、人と一緒に過ごすことによってくつろいでくるというよりは、ますます疑い深くなって緊張してしまう。回避性パーソナリティ障害とは異なり、対人交流がないのは対人関係を持ちたいとは思っていないことによる。
小児においてはアスペルガー障害や、軽度の自閉症障害のような孤立と奇異さを特徴とする集団から区別するのは困難である。それら自閉症障害やアスペルガー障害では交流がさらに欠如しており、また行動と興味に常同性がある。現在、アメリカでは統合失調型パーソナリティ障害の多くはアスペルガー障害と診断されており、そのほうが社会から受容されやすいためである。

### ICD
ICD-10精神と行動の障害においては、F21統合失調症型障害（Schizotypal disorder）であり、単純型統合失調症や、スキゾイドパーソナリティ障害や、妄想性パーソナリティ障害、他の障害から明確に区別しがたいという理由で、一般的な使用を推奨していない。しかし、スキゾイドパーソナリティ障害は除外され、CD-10精神と行動の障害に含まれるのは、潜伏性あるいは前駆の統合失調症や、統合失調型パーソナリティ障害だとしている。その診断基準は、a不適切またはぎこちない感情、b異様または奇異な行動や風貌、c人付き合いしない、d文化規範に矛盾する神秘的な考えや深淵、e猜疑的で妄想的、h独特の回りくどい会話や表現といったものである。
ICDはこう記している。統合失調症に類似したような奇異な行動や、思考、感情の異常であるが、明白に統合失調症というのではないが、統合失調症に発展することもある。発症時期ははっきりしておらず、進行と経過はパーソナリティ障害におけるものである。
もし用いても2年以上の持続と、統合失調症でないことが必要である。